# Ivan Perestiani
Ivan Nikolaïevitch Perestiani (en russe : Ива́н Никола́евич Перестиа́ни), né le 13 avril 1870 à Taganrog dans l'Empire russe et mort le 14 mai 1959 à Moscou en URSS, est un acteur et réalisateur russe et soviétique, dont la carrière a commencé à l'époque du muet. Il est l'un des premiers parmi les cinéastes soviétiques à explorer le genre du western, en réalisant Les Diablotins rouges en 1923, qui plus tard inspirera la trilogie des Justiciers insaisissables à Edmond Keossaian. 

## Biographie
Fils de Nikolai Perestian, assesseur universitaire, qui a servi à la douane et à la succursale de Taganrog de la Banque d'État, Ivan Perestiani naît le 13 avril 1870 à Taganrog.
Depuis 1886, il se produit sur la scène du théâtre de Taganrog sous le pseudonyme Ivan Nevedomov, puis travaille comme acteur et metteur en scène dans plusieurs théâtres mobiles. En 1916, il intégré la troupe du Théâtre Aquarium de Moscou. La même année, il fait ses débuts au cinéma sous la direction de Evgueni Bauer. Bientôt, Perestiani s'essaye comme scénariste et réalisateur de films muets. À l'été 1917, en Crimée et à Sotchi, il filme plusieurs séquences de films pour les studios Biofilm. Inspiré par les transformations révolutionnaires, il commence à réaliser des films de propagande.
En 1920, Perestiani part pour la Géorgie, où il tourne le premier film géorgien Arsen Georgiashvili (L'assassinat du général Gryaznov), dans lequel il joue également l'un des seconds rôles. En plus de son travail de réalisateur de films, il enseigne dans un studio de formation pour jeunes cinéastes. En 1923, il commence à travailler sur le film Les Diablotins rouges adapté de la nouvelle éponyme de Pavel Bliakhine, qui devient l'une des œuvres les plus célèbres et les plus citées du cinéma muet d'aventure soviétique. En 1926, Perestiani réalise plusieurs suites à ce film : Le Crime de la princesse de Shirvan, Le Châtiment de la princesse de Shirvan, Illan Dilli et Le Tombeau de Savur.
En 1928, Perestiani travaille comme réalisateur au studio d'Odessa, en 1929 - au studio Armenfilm. Depuis 1932 - acteur et professeur de l'Institut de théâtre de Tiflis et consultant du département de scénario de l'École des acteurs de cinéma de Tiflis. Parallèlement, il continue sa collaboration avec Armenfilm et Kartuli Pilmi.
Il est nommé l'Artiste du peuple de la RSS de Géorgie en 1949.
Décédé le 14 mai 1959 à Moscou, Ivan Perestiani est enterré au cimetière de Novodievitchi.
Il laisse un livre de mémoires, qui sera publié après sa mort par la maison d'édition Art en 1962.

## Filmographie partielle

### Réalisateur
- 1919 : Père et Fils (Отец и сын ), court métrage
- 1921 : Arsène Djordjiachvili (ka) (Арсен Джорджиашвили)
- 1922 : La Forteresse de Souram (Сурамская крепость)
- 1923 : L'homme est un loup pour l'homme (ka) (კაცი კაცისთვის მგელია)
- 1923 : Les Diablotins rouges (Красные дьяволята)
- 1924 : Trois Vies (ka) (სამი სიცოცხლე)
- 1925 : L'Affaire du meurtre de Tariel Mklavadze (ka) (ტარიელ მკლავაძის მკვლელობის საქმე)
- 1926 : Saour-Mogyla (ru) (Савур-могила)
- 1926 : Illan-Dilli (ru) (Иллан Дилли)

### Acteur
- 1916 : Seul ce qui est perdu est éternel (Вечно лишь то, что утрачено) d'Evgueny Bauer
- 1916 : Vie pour vie (Jizn za Jizn) d'Evgueny Bauer
- 1944 : David Bek (Դավիթ-Բեկ) de Amo Bek-Nazarov : le nonce du Pape

### Scénariste
- 1925 : Affaire Tariel Mklavadze (Дело Тариэла Мклавадзе)